# Ernestia maguirei
Ernestia maguirei là một loài thực vật có hoa trong họ Mua. Loài này được Wurdack mô tả khoa học đầu tiên.